# 快傑ハリマオ
『快傑ハリマオ』（かいけつハリマオ）は、1960年4月5日 - 1961年6月27日まで日本テレビ系ほかで放送されていた日本のテレビ映画である。『怪傑ハリマオ』とも表記される。

## 概要
『月光仮面』を制作した宣弘社の制作による、第4作目のテレビ映画。5部作全65話。第二次世界大戦直前の東南アジアやモンゴルを舞台に、正義の日本人男性・ハリマオ（モデルは実在した谷豊・後述）が、東南アジア（第4部を除く）を支配する某国の軍事機関、彼らと結託する死の商人や秘密結社、スパイ団と戦う冒険活劇である。
森下仁丹の一社提供番組でもあり、放送枠では夕食を終えた一家が仁丹を飲んで本作品を楽しむという、カウキャッチャーCMが放送されていた。本作品の図版をあしらった「ハリマオガム」も発売され、ハリマオが鞭でガムを取るCMも放送された。なお、舞台を東南アジアとしたのは、当時の森下仁丹が東南アジアへの進出を計画していたためという。
原作は、海洋小説を得意とした直木賞作家の山田克郎が1955年から2年間、日本経済新聞夕刊に連載した児童小説『魔の城』である。
戦争直前、マレー半島に大日本帝国陸軍に協力した義賊「マレーの虎」「ハリマオ」こと谷豊がいた。谷の活躍は当時のマスコミで宣伝され、大映が現地ロケを行って『マライの虎』という映画を制作し、大ヒットさせている。
第2部以降のオープニングには「ハリマオとは? マレー語で 虎のことである」というテロップが表示されている。
第1話 - 第5話のみ試験的にカラーで制作された、日本初のカラーテレビ映画でもある。カラー放送は日本テレビ側からの要望であったが、日本では前例がなかったため、5本のみとなった。
また、第3部では、タイ・香港・カンボジアのアンコールワットでロケを行い、日本のテレビ史上初の海外ロケとなった。特にアンコールワットは、内戦で荒廃する前の貴重な記録映像となっている。また、アンコールワットでは、現地の人に誤解されて軍に拘束されかけたところを、日本語を話せる人が偶然いたために事なきを得たという。日本でのロケは、鳥取砂丘・鹿島・真鶴町・伊豆大島・御殿場・朝霧高原などで行われた。
第4部では、東南アジアではなくモンゴルを舞台としている。同部の監督を務めた田村正蔵は、後年のインタビューでハリマオがモンゴルに行くのは無理があり、脚本もハリマオがモンゴルへ行く理由の説明が長く面白くなかったという旨を述べている。第4部で登場する数十頭の馬は、偶然御殿場でロケを行っていた映画『笛吹川』で使用したものを借用している。また、裾野町のロケでは、映画『人間の條件』で使用されたオープンセットを借りている。
タイトルの「快傑」は怪傑からの造語で、後に『快傑ライオン丸』『快傑ズバット』などにも用いられた。

## ストーリー
第1部 魔の城
太平洋戦争直前。東南アジアは欧米諸国の植民地下にあった。ジャワを支配する某国の軍事機関「ジャワ統治庁」はひそかに東南アジア全土の征服を企てていた。ジャワの民衆を弾圧し反乱を誘発し、鎮圧を名目に本国より軍を出動させる恐るべき計画だった。彼らと結託する死の商人、陳秀明は役に立たない武器を集め、ジャワの民衆に売りつけて巨額の利益を得ようとしていた。だが正義の味方、快傑ハリマオが現われて、彼らの陰謀を妨害する。ハリマオはジャワ統治庁の役人に虐待されているジャワの民衆を救出し、機密書類をやすやすと奪い取る。ハリマオの正体は、日本人という以外、何も分からなかった。このままでは東南アジア征服の計画が進まない。ジャワ統治庁のコバール長官は、世界中にその名を知られた秘密結社「黒いつめ」のボス、キャプテンKKに莫大な報酬と引き替えに、ハリマオ暗殺を依頼した。ハリマオは陳の武器を全て奪い取り、日本人の拳銃少年、太郎たちの協力を得て黒いつめの本拠地である孤島「魔の城」に乗り込み、ついに黒いつめを壊滅させる。こうしてコバール長官のもくろみは崩れ去り、南の島には平和が戻った。

## 登場人物
ハリマオ
本作の主人公。ジャカルタやマレーなどの南洋諸国（第1 - 3部および第5部）や、中国大陸（南蒙＝南蒙古、第4部）で活躍する正義の人。頭を白いターバンで巻き、黒いサングラスをかけた姿で部下と共に颯爽と登場する。武器は拳銃で、馬で移動する。正体は日本の海軍中尉大友道夫。
太郎
日本人の少年。姉を探しにジャカルタに来てハリマオに出会う。拳銃の早撃ちが得意であり、ハリマオの窮地を救うことも。第4部で、蒙古から来たカサル少年に拳銃を譲る。
ドンゴロスの松
ハリマオの部下。ハリマオと同じ日本人。山田長政の子孫を名乗る。正体は日本海軍一等兵曹、山田松五郎。
タドン小僧
ハリマオの部下。子供なので太郎と行動を共にすることが多い。
令子
太郎の姉。1〜4部においてハリマオと共に行動した。
秋江
ハリマオの正体である海軍中尉大友道夫の恋人。
友部
「空っ風の友」の異名を取る、日本軍の兵長。第4部において、松に代わるハリマオの部下として蒙古で活躍した。
村雨五郎
第5部でハリマオの部下を務めた青年で、「真空光線」の開発者・南條博士の息子。格闘技が得意。
陳秀明
第1、2、3部のハリマオの敵。ジャワを支配する某国の軍事機関「ジャワ統治庁」と結託する悪徳商人。
キャプテンK・K
第1部でハリマオと対決する相手。魔の城と呼ばれる孤島を本拠地とする秘密結社「黒いつめ」のボス。ジャワを支配する某国の軍事機関「ジャワ統治庁」と結託している。統治庁のコバール長官から莫大な報酬と引き換えにハリマオ暗殺を要請される。
サーキット
第2部のハリマオの敵。某国のスパイ。東南アジアを制圧するための軍港築造をもくろむ某国よりジャワ統治庁に派遣された。
片足ブラック
第3部のハリマオの敵。アラフラの真珠をめぐってハリマオと敵対する。
チヌグ汗
第4部に登場する敵。蒙古の王座を狙って暗躍する。
汗部（はんぶ）
第4部に登場し、ハリマオのライバルとなる。チヌグ汗の重臣だが、彼を裏切って蒙古の王座を横取りしようとした。
砂漠の狼
汗部の部下。馬賊集団「モンゴルの狼」のボスで、配下にカラウス、セレンガ、キフタといった面々を連れている。
紅蓮
ハリマオに協力したダルガ老人の娘。砂漠の狼の妹として育てられた。
ポール
第5部に登場。R商社の支店長を装っているが、裏ではテロリスト集団・赤トカゲの首領でもある。恐るべき破壊力を秘めた「真空光線」の設計図を狙った。
オットー少佐
第5部に登場。QI同盟軍の少佐で、真空光線の設計図を手に入れるべく、赤トカゲと幾度も交渉を重ねてきた。
ヴァンスン少佐
第5部に登場する、GF連邦軍の少佐。真空光線の設計図を巡ってオットー少佐と対立する。

## キャスト
- ハリマオ - 勝木敏之
- 太郎 - 町田泉（第1部）、内藤雅之(第2部以降)
- 令子 - 近藤圭子
- 陳秀明 - 大竹タモツ
- ドンゴロスの松 - 中原謙二
- タドン小僧 - 崎坂謙二
- 村雨五郎 - 天津敏
- 秋江 - 八島桂子→江島慶子
- コパール長官 - ヘンリコ・ロッシー（第1部・第2部）
- マイヤー - 高杉佳子（第1部・第2部）
- アマン - 長谷川美奈子
- タウジル大佐 - カール・ケテル（第1部）、ヘンリー・モクター（第2部）
- オノラ - 天野てる子
- ハント - 平野元
- 署長 - 寄山弘（第1部）、平野元（第2部）

### 各部ゲスト
参照岩佐陽一 2001, pp. 78–80, 「快傑ハリマオ」
- キャプテンK・K - 牧冬吉（第1部）
- グレコ - アルバート・ゴーベル（第1部）
- ピレーグ - ポール・ロフアー（第1部）
- パパロウ - ペドロ・フェルナンド（第1部）
- 太郎の父 - 斉藤清末（第1部）
- 船頭 - 甲斐矢助（第1部）
- 小人 - 小林正（第1部）
- 万次郎 - 佐藤一郎（第1部）
- トウチミン - 加藤精三（第1部）
- メジャル - 起田志郎（第1部）
- サーキット - ベルナード・ヴァーレ（第2部）
- ラジャー - エディ・住吉（第2部）
- ザガ - リナ・グリア（第2部）
- オコン酋長 - 野口元夫（第2部）
- ストーン酋長 - 中島洸之助（第2部）
- ラワン - 中里洋（第2部）
- マール - 加藤精三（第2部）
- サバン - 山口譲（第2部）
- 僧侶 - 野木小四郎、小池考典（第2部）
- 土人 - 池田友彦、佐藤太一（第2部）
- 片足ブラック - 牧冬吉（第3部）
- ポラン - 原口央（第3部）
- スキピ - 藁谷正幸（第3部）
- 子竜 - 三鬼弘（第3部）
- 美麗 - 井村ゆかり（第3部）
- 呉 - 岡崎弘（第3部）
- 林 - 梅澤薫（第3部）
- 海賊 - 野木小四郎、光山秀治、北川義朗（第3部）
- 船員 - 伊藤智章、岡田哲郎（第3部）
- 汗部 - 森幸太郎（第4部）
- ダルガ - 青沼三郎（第4部）
- 友部 - 玉井謙二郎（第4部）
- 紅蓮 - 城美穂（第4部）
- カサル - 田中深雪（第4部）
- 洋子 - 多勢まゆみ（第4部）
- ウブラ汗 - 高畑文也（第4部）
- 栗原 - 宮内幸平（第4部）
- アキチ汗 - 藤間洸一（第4部）
- チヌク汗 - 曽根弘二（第4部）
- 狼 - 木暮瑛（第4部）
- ルナ - 西あけみ（第5部）
- マロン - 旗ハチロー（第5部）
- マイヤー - 中村歌（第5部）
- 南條 - 九重京司（第5部）
- サン博士 - エンリコ・ロッシー（第5部）
- オスカ - 牧冬吉（第5部）
- ムルキ - チコ・ローラント（第5部）
- トギチ - 江波四郎（第5部）
- オットー少佐 - マイク・ダニーン（第5部）
- ヴァニヌン少佐 - リッドイク・クィンクハーマー（第5部）
- 博士 - 斉藤清末、近松敏夫（第5部）
- ガロン - 赤尾関三蔵（第5部）

## スタッフ
監督の田村正蔵は当時東映に所属していたが、当初監督を務めていた船床定男が第3部で海外ロケへ向かうため、西村俊一の依頼を受け制作部長の岡田茂の許可を得て本作品に参加した。
- 原作 - 山田克郎（『魔の城』より）
- 企画 - 西村俊一
- 製作 - 小林利雄
- 脚本 - 大村順一、伊上勝
- 構成 - 大倉左兎（第2部・第3部）
- 音楽 - 小川寛興
- 監督 - 船床定男（第1部-第5部）、田村正蔵（第4部）
- 監督助手 - 外山徹[注釈 5]
- 監督補 - 田村正蔵（第2部・第4部・第5部）
- 監修 - 船床定男（第4部）
- 撮影 - 宮西四郎
- 美術 - 小林晋
- 照明 - 石井金蔵
- 録音 - 山元三彌
- 編集 - 椙本英雄
- 制作担当 - 前田宗男
- 製作 - 宣弘社プロダクション
- 提供 - 森下仁丹

## 主題歌・劇中歌
- 主題歌「快傑ハリマオ」（レコードでは「快傑ハリマオの歌」という表記もみられる）
  - 作詞： 加藤省吾
  - 作曲： 小川寛興
  - 歌： 東京メール・クァルテット（第1話 - 第5話）[16]、三橋美智也（第6話 - ）[16]
- 劇中歌「南十字星の歌」 
  - 作詞： 加藤省吾
  - 作曲： 小川寛興
  - 歌： 近藤圭子

## 放送局
- キー局 ： 日本テレビ
- ネット局： 札幌テレビ、ラジオ青森、ラジオ東北、ラジオ山形、ラジオ山梨、北日本放送、読売テレビ、日本海テレビジョン放送、 ラジオ山口、西日本放送、四国放送、南海放送、ラジオ高知、福井放送（いずれも日本テレビ系列）、テレビ西日本（放送当時は日本テレビ系列だった）、東北放送、ラジオ新潟、信越放送、静岡放送、ラジオ中国、長崎放送、ラジオ熊本、ラジオ南日本、琉球放送（いずれもTBS系列）、東海テレビ（フジテレビ系列）

※福井放送と琉球放送は途中から放送開始。
※ラジオ中国は毎週木曜日18：15 - 18：45に、東海テレビは毎週日曜日18：15 - 18：45に、それぞれ放送日時差し替え。

## サブタイトルリスト
第1部：魔の城
- 拳銃少年
- 少年とハリマオ
- どれい船
- 南海の対決
- 死の待伏
- クラワク岬の襲撃
- クラワク岬の罠
- 黒い爪の招き
- 薄倖の姉弟
- 地獄への道
- 落日の旗
- 魔の城
- 正義の凱歌

第2部：ソロ河の逆襲
- 密林の謎
- 本国から来た男
- 地獄部屋の秘密
- 正義挑戦
- 暴かれた秘密
- 決死の爆破
- 秘密指令
- 悪魔の罠
- 包囲網の虎
- 黒い狙撃者
- 呪いの影
- 女スパイの正体
- 燃え上がる勝利

第3部：アラフラの真珠
- ハリケーン来襲
- どくろの首飾
- 南海の襲撃
- 毒蜘蛛の糸
- 連れ去られた船長
- 怒れる巨像
- 乱れとぶ鉄腕
- 奪われた真珠
- アンコールワットの対決
- 香港行き十八便
- 九竜鬼面館
- 忍び寄る魔手
- さよなら香港

第4部：南蒙の虎
- 風雲の砂漠
- 怪人の招待
- 恐るべき強敵
- 身代わりの王女
- 死の谷
- 追跡の砂漠
- 砂漠の隼
- 暗黒の国境
- 草原の決闘
- 奇襲作戦
- 狼の正体
- 正邪の死闘
- アジアのあけぼの

第5部：風雲のパゴダ
- 黒い襲撃者
- 赤とかげの謎
- 追われる男
- 新しい敵
- 暗躍するスパイ
- アジト急襲
- 白昼の銃撃戦
- 狙撃隊の待伏せ
- 失われた設計図
- 逆襲!赤とかげ
- 消えたハリマオ
- 恐怖の鞄
- 正義の合唱

## 映像ソフト
- 1995年以前にLDボックスが日本ソフトシステムから発売された[17]。
- 各部のDVD-BOXが2002年3月25日から7月25日にかけて発売[18]。全5巻。
- 上記の単巻DVDがそれぞれ三ヶ月おきに2006年11月25日〜2007年11月25日に同時発売。各部4巻。
- 低価格のDVD-BOXが2009年3月20日〜5月25日発売。全5巻で2〜3、4〜5巻は同時発売。

## 漫画化作品
放送当時、石森章太郎（後の石ノ森章太郎）がコミカライズ版を『週刊少年マガジン』の1960年4月17日号から連載した。
原作はテレビと同じく山田克郎と表記されていたが、連載からしばらくは、手塚治虫が鉛筆で下書きをして構成を行い、名前を出さない形で漫画版の事実上の原作を担当していた。手塚は『週刊少年サンデー』の小学館から専属契約の申し出を受けていたため、『少年マガジン』からの連載依頼を断ったものの、漫画を描かない形でならと原作で協力することになったのだという。石森の起用も手塚による推挙によるものであった。
1971年に虫プロ商事の虫コミックスで単行本化される際に原稿が紛失していたため、『少年マガジン』の掲載分からトレスして原稿を作り直す作業が必要となった。このときに石森プロの関係などで細井雄二、すがやみつる、菅野誠、土山よしきがトレスを行なった。その後、彼らは多忙な石森に代わり『仮面ライダー』など石森原作のテレビ作品の漫画化やキャラクター商品の絵描きを担当することになる。
2000年にはモッツ出版より柱や広告など少年マガジン掲載時の形で復刻した形で刊行

## 関連作品
- 実在のハリマオ＝谷豊を描いた映画として、1943年に中田弘二主演、小林桂樹共演で『マライの虎』（大映）が制作され、1989年には和田勉監督、陣内孝則主演で『ハリマオ』（松竹）が公開されているが、本作品はあくまでフィクションで直接的な関係はない。
- 1991年に公開された映画『激走トラッカー伝説』（松竹）の劇中で、主人公である宮田慎二（小西博之）のトラックの名前「北海のハリマオ」は快傑ハリマオからとったものであり、快傑ハリマオのテーマを歌うシーンがある。また、エンディングでは三橋美智也の歌う同曲が挿入された。
- 2005年のオリジナルビデオ『岸和田少年愚連隊カオルちゃん最強伝説〜マレーの虎〜』では冒頭で当番組の主題歌が流れる。